# Robert John Burke
Robert John Burke (Washington Heights, Nueva York; 12 de septiembre de 1960) es un actor estadounidense.

## Biografía
Burke nació en Washington Heights, Nueva York, hijo de padres irlandeses. En los años 1980, Burke asistió al conservatorio de actuación de la Universidad de Nueva York, en Purchase, Nueva York.
Su debut cinematográfico se produjo en 1981 en el drama Los elegidos, pero fue a inicios de los años 1990 cuando comenzó a actuar regularmente.
Entre sus películas más destacadas se encuentran: El precio de la ambición (1991), junto a Robert Duvall; Un lugar muy lejano (1994), con Reese Witherspoon; Tombstone: la leyenda de Wyatt Earp (1994) y Cop Land (1997), protagonizada por Sylvester Stallone. Su papel más recordado en los años 90 fue el de Robocop en Robocop 3, de 1993.
Ya en los años 2000, pudo vérselo en dos filmes dirigidos por George Clooney, Confesiones de una mente peligrosa (2002) y Buenas noches, y buena suerte (2005); también participó de la producción de Steven Spielberg Múnich (2005) y más adelante en el drama de Spike Lee Miracle at St. Anna (2008). Luego trabajó en la película de acción Brooklyn's Finest (2009), protagonizada por Richard Gere.
Paralelamente, Burke ha desarrollado una intensa carrera en la televisión, siendo una de sus primeras actuaciones en la miniserie From the Earth to the Moon (1998). Luego fue actor invitado en exitosas series como Sex and the City, Oz, CSI: Miami, The Sopranos, Law & Order, Six Degrees, Kidnapped, Rescue Me, Law & Order: Special Victims Unit y Generation Kill. Además, Burke interpretó a Bart Bass, un millonario de la alta sociedad neoyorquina, en la serie Gossip Girl.
Burke pasó varios días ayudando en las tareas de rescate en la Torres Gemelas, luego del atentado terrorista de 2001. Por esta ayuda, recibió la certificación de Bombero del Estado de New York. Luego, viajó a Nueva Orleans para ayudar en la reconstrucción de la ciudad después del paso del huracán Katrina.
Es experto en karate, siendo cinturón negro tercer grado en la especialidad Matsubayashi Shorin-ryu Okinawan Karate.

## Vida personal
Burke está casado y tiene dos hijos.

## Filmografía selecta

### Televisión
- 2002-2020: Law & Order: Special Victims Unit (Capitán/Teniente/Sargento Ed Tucker)
- 2007-2012: Gossip Girl (Bart Bass)
- 2008: Generation Kill (Mayor General James 'Chaos' Mattis)
- 2011: White Collar (Patrick O'Leary)
- 2012-2014: Person of Interest (Oficial Patrick Simmons)
- 2025: The Last of Us (Seth)

### Películas
- 2023 - El estrangulador de Boston (Eddie Holland)[4]
- 2018 - BlacKkKlansman
- 2012 - Safe (Capitán Wolf)
- 2011 - Sin límites (Don Pearce)
- 2010 - Red (Comandante del FBI)
- 2007 - The Oh in Ohio (Binky Taylor)
- 2006 - Buenas noches, y buena suerte (Charlie Mack)
- 2006 - Múnich (Americano belicoso)
- 2004 - Confesiones de una mente peligrosa (Instructor Jenks)
- 1998 - Cop Land (Oficial B)
- 1996 - Thinner (Billy Halleck)
- 1996 - El corredor de la muerte (R. G. Greiser)
- 1994 - Tombstone: la leyenda de Wyatt Earp (Frank McLaury)
- 1993 - Robocop 3 (Alex Murphy/RoboCop)
- 1992 - Simple Men (Bill McCabe)
- 1991 - El precio de la ambición (Dave Wilkie)